# فوجیوارا نو هیده‌هیرا
فوجیوارا نو هیده‌هیرا (به ژاپنی: 藤原 秀衡 Fujiwara no Hidehira); ۱ ژانویهٔ ۱۱۲۲ – ۳۰ نوامبر ۱۱۸۷) سومین حاکم فوجیوارای شمالی در ولایت موتسو اهل ژاپن بود. وی نوه فوجیوارا نو کیوهارا بود.